# Marcus Grube
Marcus Maria Grube (* 1973 in Erlangen) ist ein deutscher Dramaturg, Regisseur und Intendant.

## Leben
Grube studierte Evangelische Theologie an den Universitäten Hamburg, München und Erlangen. Anschließend studierte er Schauspiel an der Hochschule für Musik und Darstellende Kunst in Stuttgart. Er erhielt zahlreiche Engagements als künstlerischer Sprecher beim SWR.
Es folgten Tätigkeiten als Regieassistent und Regisseur am Staatstheater Stuttgart unter der Intendanz von Friedrich Schirmer (u. a. Zusammenarbeit mit Hasko Weber "Brand" / "Peer Gynt", Sebastian Nübling "I Furiosi" / "Reiher", Sandra Strunz, Krzystof Warlikowski, Marc von Henning, Dimiter Gotscheff). In der Spielzeit 2005/2006 war er Dramaturg am Schauspielhaus Bochum (u. a. Zusammenarbeit mit Elmar Goerden, Jan Bosse, Lisa Nielebock, Christian Tschirner). Von 2006 bis 2011 wirkte er als Chefdramaturg am Theater Kiel, Schauspiel. Von Spielzeit 2011/2012 bis Spielzeit 2013/2014 arbeitete er am Theater Bielefeld.
Seit 2014/2015 ist er Chefdramaturg und stellvertretender Intendant bei Friedrich Schirmer an der WLB Esslingen, seit 2019 als Cointendant.
Er ist Bruder des Bundesrichter Andreas Grube, Vetter des Politikers Florian Schmidt und Neffe des Gräzisten und Politikers Martin Schmidt und des Journalisten und Historikers Hartmut Schmidt.

## Dramaturg
- Spielzeit 2005/2006 am Schauspielhaus Bochum
- Spielzeit 2006/2007 bis Spielzeit 2010/2011 Chefdramaturg am Theater Kiel
- Spielzeit 2011/2012 bis Spielzeit 2013/2014 am Theater Bielefeld
- seit Spielzeit 2014/2015 an der Württembergischen Landesbühne Esslingen

## Veröffentlichungen
- Robert Habeck, Andrea Paluch, Frank Trende: 1918 – Revolution in Kiel. Mit einem Beitrag v. Marcus Grube
- Marcus Grube: Strategien der Transformation. In: Dialog | Kulturpolitik für die Zukunft. Ministerium für Wissenschaft, Forschung und Kunst Baden-Württemberg, Stuttgart 2021